# Johann Albert von Regel
Johann Albert Regel (Zurique, 12 de dezembro de 1845 – Odessa, 6 de julho de 1908) foi um médico, botânico e arqueólogo alemão. Era filho de  Eduard August von Regel (1815-1892).
Ele estudou medicina em São Petersburgo, Göttingen, Viena e Dorpat, sendo posteriormente nomeado médico distrital em Kuldja, no Turquestão Oriental da Rússia. De 1877 a 1885, ele conduziu excursões botânicas no Turquestão e na região de Pamir, na Ásia Central. Os espécimes dessas viagens foram entregues ao Jardim Botânico de São Petersburgo.
Em 1891, o gênero Aregelia (syn: Nidularium, família: Bromeliaceae) foi nomeado em sua homenagem por Otto Kuntze.

## Obras
- Beitrag zur Geschichte des Schierlings und Wasserschierlings. - Moskau, 1877. Digitalisierte Ausgabe der Universitäts- und Landesbibliothek Düsseldorf.
- Reisen in Central-Asien, 1876-79. In: Dr. A. Petermann's Mittheilungen aus Justus Perthes' Geographischer Anstalt; 25. Band, 1879, S.376-384 und 408-417. Justus Perthes, Gotha 1879
- Meine Expedition nach Turfan 1879. In: Dr. A. Petermann's Mittheilungen aus Justus Perthes' Geographischer Anstalt; 27. Band, 1881, S.380-394. Justus Perthes, Gotha 1881